# Samsung Galaxy A

Attuale logo della serie Galaxy A

La serie Samsung Galaxy A (Alpha) è una linea di smartphone e tablet Android, originariamente di sola fascia medio-alta, prodotta da Samsung Electronics. 
La serie Galaxy A inizialmente era simile alla serie Galaxy S in termini di qualità costruttiva ma inferiore per quanto riguarda prezzi, prestazioni e determinate componenti hardware. Il primo modello della serie, il Galaxy Alpha, è stato introdotto il 13 agosto 2014. Dal 2019 la serie di dispositivi è stata interamente ristrutturata e il numero di modelli disponibili è significativamente aumentato, spaziando ora dalla fascia più bassa (entry-level) a quella alta, appena dietro i top di gamma.

Logo della serie Galaxy A fino al dicembre 2014

Dopo l'annuncio della serie 2017, Samsung ha annunciato che avrebbe venduto fino a 20 milioni di smartphone della serie Galaxy A, e che il targeting dei consumatori erano l'Europa, l'Africa, l'Asia, il Medio Oriente e l'America Latina. Nel 2018 Samsung ha annunciato di voler inglobare la serie Galaxy J con Galaxy A.

## Cronologia
Nel dicembre del 2014, tre mesi dopo il rilascio del Galaxy Alpha, Samsung ha deciso di terminare la produzione del Galaxy Alpha a favore dei suoi successori, i Samsung Galaxy A3, A5 (2015) e A7 (2015), simili al Galaxy Alpha, ma a prezzi più competitivi.
Nel mese di marzo 2015, Samsung ha introdotto la prima generazione dei Galaxy Tab A, uno con schermo da 8 pollici e uno da 9,7 pollici equipaggiati con il pennino S Pen, e con applicazioni di Microsoft preinstallate.
Nel dicembre 2015, Samsung ha presentato la serie 2016 dei Galaxy A. Le nuove funzionalità includono la funzione NFC che supporta il servizio Samsung Pay, la ricarica rapida e una maggiore durata della batteria. La serie Galaxy A (2016) ha un design simile al Galaxy S6 e al Galaxy Note 5, rilasciati rispettivamente nell'aprile e nell'agosto 2015.
Nel gennaio 2017, Samsung ha presentato la serie 2017 dei Galaxy A. Gli smartphone di questa serie hanno le funzionalità dei predecessori migliorate e fotocamere anteriori e posteriori da 16 megapixel, certificazione IP68 per acqua e polvere e il supporto per lo smartwatch Samsung Gear 360 (2017). Il design di questa serie si ispira a quello del Samsung Galaxy S7, uscito l'anno precedente.
La serie Galaxy A del 2018 ha introdotto molte funzionalità di fascia alta nella gamma Galaxy A, tra cui fotocamera multi-obiettivo, il display Infinity (ossia con bordi molto ridotti), ricarica rapida adattiva, certificazione IP68 e design rinnovato. Questa serie utilizza l'interfaccia utente Samsung Experience derivata da Galaxy S8 e Galaxy Note 9. La serie comprende sette modelli.
La serie Galaxy A del 2019 utilizza una nuova nomenclatura dei modelli a due cifre, introdotta per la prima volta nella serie di fascia bassa Galaxy M. Mantiene le funzionalità di fascia media e/o alta precedentemente introdotte nella serie Galaxy A 2018 con miglioramenti, l'introduzione di uno schermo con notch "a goccia" (anch'esso introdotto nel Galaxy M), maggiore capacità della batteria, SoC più recenti e maggiori capacità di memoria. La serie comprende 18 modelli, tra cui anche uno di fascia bassa (A2 Core).
La serie Galaxy A del 2020 tra le nuove caratteristiche e funzionalità ha il design geometrico, SoC più recenti e veloci (rispetto ai predecessori), maggiori tagli di RAM e opzioni di archiviazione. La serie comprende undici smartphone, alcuni con caratteristiche uguali ma con nomi differenti (in base al paese) e due tablet.
La serie Galaxy A del 2021 comprende tredici smartphone e un tablet. Tra le novità troviamo caratteristiche pressoché simile tra di loro, alcuni derivanti anche dalla serie più costose; inoltre molti smartphone vengono rilasciati anche in altri paesi ma con nomi differenti, dato che le serie Galaxy A, M e F (soprattutto nella fascia medio-bassa) sono somiglianti.
La serie Galaxy A del 2022 è attualmente composta da nove smartphone, alcuni molto simili tra di loro. Rispecchiano le caratteristiche adottate negli anni precedenti. Tra le novità troviamo il ritorno di un modello Core e di un modello 5G a basso costo. Oltre questo vi è uno smartphone di fascia medio-bassa resistente all'acqua e polvere con certificazione IP67, il Galaxy A33 5G.

## Smartphone
Il seguente è un elenco cronologico dei modelli di smartphone facenti parte della gamma Samsung Galaxy A. Nella colonna relativa al sistema operativo, è indicata prima la versione originale del sistema operativo, e in seguito, tra parentesi, la versione dell'ultimo aggiornamento ufficiale immesso sul mercato per il modello.
Per specifiche più dettagliate, consultare le pagine relative ai singoli modelli.

### Prima generazione (2014-15)
| Nome             | Dimensioni            | Peso    | Schermo               | Sistema operativo | Chipset                                                             | RAM      | Archiviazione interna | Fotocamera | Fotocamera | NFC                | Aux | USB          | Batteria | Fonte |
| Nome             | Dimensioni            | Peso    | Schermo               | Sistema operativo | Chipset                                                             | RAM      | Archiviazione interna | Posteriore | Frontale   | NFC                | Aux | USB          | Batteria | Fonte |
| ---------------- | --------------------- | ------- | --------------------- | --- | ------------------------------------------------------------------- | -------- | --------------------- | ---------- | ---------- | ------------------ | --- | ------------ | -------- | ----- |
| Galaxy Alpha     | 132,4 × 65,5 × 6,7 mm | 115 g   | 4,7" HD S-AMOLED      | Android 4.4.4 "KitKat", TouchWiz Nature UX 3.0 (Android 5.0.2 "Lollipop", TouchWiz Nature 5.0                                | Samsung Exynos 5430                                                 | 2 GB     | 32 GB                 | 12 MP      | 2,1 MP     | sì                 | sì  | microUSB 2.0 | 1860 mAh | [ 4 ] |
| Galaxy A3 (2015) | 130,1 × 65,5 × 6,9 mm | 110,3 g | 4,5" 540p S-AMOLED    | Android 4.4.4 "KitKat", TouchWiz Nature UX 3.5 (Android 6.0.1 "Marshmallow", TouchWiz 6.0)                                   | Qualcomm Snapdragon 410                                             | 1/1,5 GB | 16 GB                 | 8 MP       | 5 MP       | si (solo mod. LTE) | sì  | microUSB 2.0 | 1900 mAh | [ 5 ] |
| Galaxy A5 (2015) | 139,3 × 69,7 × 6,7 mm | 123 g   | 5" HD S-AMOLED        | Android 4.4.4 "KitKat", TouchWiz Nature UX 3.5 (Android 6.0.1 "Marshmallow", TouchWiz 6.0)                                   | Qualcomm Snapdragon 410                                             | 2 GB     | 16 GB                 | 13 MP      | 5 MP       | si (solo mod. LTE) | sì  | microUSB 2.0 | 2300 mAh | [ 6 ] |
| Galaxy A7 (2015) | 151 × 76,2 × 6,3 mm   | 141 g   | 5,5" Full HD S-AMOLED | Android 4.4.4 "KitKat", TouchWiz Nature UX 3.5 (Android 6.0.1 "Marshmallow", TouchWiz 6.0)                                   | - Samsung Exynos 5430 - Qualcomm Snapdragon 615 (modello SM-A700FD) | 2 GB     | 16 GB                 | 13 MP      | 5 MP       | sì                 | sì  | microUSB 2.0 | 2600 mAh | [ 7 ] |
| Galaxy A8 (2015) | 158 × 76,8 × 5,9 mm   | 151 g   | 5,7" Full HD S-AMOLED | Android 5.1.1 "Lollipop", TouchWiz 5.0 (Android 6.0.1 "Marshmallow", TouchWiz 6.0) (Android 7.0 "Nougat", TouchWiz Grace UX) | Qualcomm Snapdragon 615                                             | 2 GB     | 32 GB                 | 16 MP      | 5 MP       |                    | sì  | microUSB 2.0 | 3050 mAh | [ 9 ] |

### Seconda generazione (2016)
| Nome                 | Dimensioni            | Peso  | Schermo               | Sistema operativo                                                                             | Chipset                                                                | RAM    | Archiviazione interna | Fotocamera | Fotocamera | NFC | Aux | USB          | Batteria | Fonte  |
| Nome                 | Dimensioni            | Peso  | Schermo               | Sistema operativo                                                                             | Chipset                                                                | RAM    | Archiviazione interna | Posteriore | Frontale   | NFC | Aux | USB          | Batteria | Fonte  |
| -------------------- | --------------------- | ----- | --------------------- | --------------------------------------------------------------------------------------------- | ---------------------------------------------------------------------- | ------ | --------------------- | ---------- | ---------- | --- | --- | ------------ | -------- | ------ |
| Galaxy A3 (2016)     | 134,5 × 65,2 × 7,3 mm | 132 g | 4,7" HD S-AMOLED      | Android 5.1.1 "Lollipop", TouchWiz 5.1 (Android 7.0 "Nougat", TouchWiz Grace UX)              | - Samsung Exynos 7578 (Internazionale) - Quacomm Snapdragon 410 (USA)  | 1,5 GB | 16 GB                 | 13 MP      | 5 MP       | sì  | sì  | microUSB 2.0 | 2300 mAh | [ 10 ] |
| Galaxy A5 (2016)     | 144,8 × 71 × 7,3 mm   | 155 g | 5,2" Full HD S-AMOLED | Android 5.1.1 "Lollipop", TouchWiz 5.1 (Android 7.0 "Nougat", TouchWiz Grace UX)              | - Samsung Exynos 7580 (Internazionale) - Qualcomm Snapdragon 615 (USA) | 2 GB   | 16 GB                 | 13 MP      | 5 MP       | sì  | sì  | microUSB 2.0 | 2900 mAh | [ 11 ] |
| Galaxy A7 (2016)     | 151,5 × 74,1 × 7,3 mm | 172 g | 5,5" Full HD S-AMOLED | Android 5.1.1 "Lollipop", TouchWiz 5.1 (Android 7.0 "Nougat", TouchWiz Grace UX)              | - Samsung Exynos 7580 (Internazionale) - Qualcomm Snapdragon 615 (USA) | 3 GB   | 16 GB                 | 13 MP      | 5 MP       | sì  | sì  | microUSB 2.0 | 3300 mAh | [ 12 ] |
| Galaxy A8 (2016)     | 156,6 × 76,8 × 7,2 mm | 182 g | 5,7" Full HD S-AMOLED | Android 6.0.1 "Marshmallow", TouchWiz Grace UX (Android 8.0.0 "Oreo", Samsung Experience 9.0) | Samsung Exynos 7420                                                    | 3 GB   | 32 GB                 | 16 MP      | 8 MP       | sì  | sì  | microUSB 2.0 | 3300 mAh | [ 13 ] |
| Galaxy A9 (2016)     | 161,7 × 80,9 × 7,4 mm | 200 g | 6" Full HD S-AMOLED   | Android 5.1.1 "Lollipo", TouchWiz 5.1 (Android 6.0.1 "Marshmallow", TouchWix 6.0)             | Qualcomm Snapdragon 652                                                | 3 GB   | 32 GB                 | 16 MP      | 8 MP       | sì  | sì  | microUSB 2.0 | 4000 mAh | [ 14 ] |
| Galaxy A9 Pro (2016) | 161,7 × 80,9 × 7,9 mm | 210 g | 6" Full HD S-AMOLED   | Android 6.0.1 "Marshmallow", TouchWix 6.0) (Android 8.0 "Oreo", Samsung Experience 9.0)       | Qualcomm Snapdragon 652                                                | 4 GB   | 32 GB                 | 16 MP      | 8 MP       | sì  | sì  | microUSB 2.0 | 5000 mAh | [ 15 ] |

### Terza generazione (2017)
| Nome             | Dimensioni            | Peso  | Schermo               | Sistema operativo | Chipset             | RAM  | Archiviazione interna | Fotocamera | Fotocamera | NFC | Aux | USB        | Batteria | Fonte  |
| Nome             | Dimensioni            | Peso  | Schermo               | Sistema operativo | Chipset             | RAM  | Archiviazione interna | Posteriore | Frontale   | NFC | Aux | USB        | Batteria | Fonte  |
| ---------------- | --------------------- | ----- | --------------------- | --- | ------------------- | ---- | --------------------- | ---------- | ---------- | --- | --- | ---------- | -------- | ------ |
| Galaxy A3 (2017) | 135,4 × 66,2 × 7,9 mm | 138 g | 4,7" HD S-AMOLED      | Android 6.0.1 "Marshmallow", TouchWiz Grace UX (Android 8.0.0 "Oreo", Samsung Experience 9.0)                             | Samsung Exynos 7870 | 2 GB | 16 GB                 | 13 MP      | 8 MP       | sì  | sì  | Tipo C 2.0 | 2350 mAh | [ 16 ] |
| Galaxy A5 (2017) | 146,1 × 71,4 × 7,9 mm | 157 g | 5,2" Full HD S-AMOLED | Android 6.0.1 "Marshmallow", TouchWiz Grace UX (Android 8.0.0 "Oreo", Samsung Experience 9.0)                             | Samsung Exynos 7880 | 3 GB | 32/64 GB              | 16 MP      | 16 MP      | sì  | sì  | Tipo C 2.0 | 3000 mAh | [ 16 ] |
| Galaxy A7 (2017) | 156,8 × 77,6 × 7,9 mm | 186 g | 5,2" Full HD S-AMOLED | Android 7.0 "Nougat", Samsung Experience 8.1 (Android 8.0.0 "Oreo", Samsung Experience 9.0) (Android 9 "Pie", One UI 1.1) | Samsung Exynos 7880 | 3 GB | 32 GB                 | 16 MP      | 16 MP      | sì  | sì  | Tipo C 2.0 | 3600 mAh | [ 16 ] |

### Quarta generazione (2018)
| Nome                                   | Dimensioni            | Peso  | Schermo                | Sistema operativo                                                            | Chipset                 | RAM    | Archiviazione interna | Fotocamera            | Fotocamera | NFC                | Aux | USB          | Batteria | Fonte  |
| Nome                                   | Dimensioni            | Peso  | Schermo                | Sistema operativo                                                            | Chipset                 | RAM    | Archiviazione interna | Posteriore            | Frontale   | NFC                | Aux | USB          | Batteria | Fonte  |
| -------------------------------------- | --------------------- | ----- | ---------------------- | ---------------------------------------------------------------------------- | ----------------------- | ------ | --------------------- | --------------------- | ---------- | ------------------ | --- | ------------ | -------- | ------ |
| Galaxy A6 (2018)                       | 149,9 × 70,8 × 7,7 mm | 162 g | 5,6" HD S-AMOLED       | Android 8.0.0 "Oreo", Samsung Experience 9.0 (Android 10, One UI 2.0)        | Samsung Exynos 7870     | 3/4 GB | 32/64 GB              | 16 MP                 | 16 MP      | dipende da regione | sì  | microUSB 2.0 | 3000 mAh | [ 18 ] |
| Galaxy A6+ (2018) (A9 Star Lite, Jean) | 160,2 × 75,7 × 7,9 mm | 186 g | 6" Full HD+ S-AMOLED   | Android 8.0.0 "Oreo", Samsung Experience 9.0 (Android 10, One UI 2.0)        | Qualcomm Snapdragon 450 | 3/4 GB | 32/64 GB              | 16 MP 5 MP            | 24 MP      | dipende da regione | sì  | microUSB 2.0 | 3500 mAh | [ 19 ] |
| Galaxy A6s                             | 156,3 × 76,5 × 8,4 mm | 183 g | 6" Full HD+ PLS TFT    | Android 8.0.0 "Oreo", Samsung Experience 9.0                                 | Qualcomm Snapdragon 660 | 6 GB   | 64/128 GB             | 12 MP 5 MP            | 12 MP      | no                 | sì  | Tipo C 2.0   | 3300 mAh | [ 20 ] |
| Galaxy A7 (2018)                       | 159,8 × 76,8 × 7,5 mm | 168 g | 6" Full HD+ S-AMOLED   | Android 8.0.0 "Oreo", Samsung Experience 9.0 (Android 10, One UI 2.0)        | Samsung Exynos 7885     | 4/6 GB | 64/128 GB             | 24 MP 8 MP 5 MP       | 24 MP      | dipende da regione | sì  | microUSB 2.0 | 3300 mAh | [ 21 ] |
| Galaxy A8 (2018)                       | 149,2 × 70,6 × 8,4 mm | 172 g | 5,6" Full HD+ S-AMOLED | Android 7.1.1 "Nougat", Samsung Experience 8.5 (Android 9 "Pie", One UI 1.0) | Samsung Exynos 7885     | 4 GB   | 32/64 GB              | 16 MP                 | 16 MP 8 MP | sì                 | sì  | Tipo C 2.0   | 3000 mAh | [ 22 ] |
| Galaxy A8+ (2018)                      | 159,9 × 75,7 × 8,3 mm | 191 g | 6" Full HD+ S-AMOLED   | Android 7.1.1 "Nougat", Samsung Experience 8.5 (Android 9 "Pie", One UI 1.0) | Samsung Exynos 7885     | 4/6 GB | 32/64 GB              | 16 MP                 | 16 MP 8 MP | sì                 | sì  | Tipo C 2.0   | 3500 mAh | [ 23 ] |
| Galaxy A8 Star (A9 Star)               | 162,4 × 77 × 7,6 mm   | 191 g | 6,3" Full HD+ S-AMOLED | Android 8.0.0 "Oreo", Samsung Experience 9.0 (Android 10, One UI 2.0)        | Qualcomm Snapdragon 660 | 4/6 GB | 64 GB                 | 24 MP 16 MP           | 24 MP      | sì                 | sì  | Tipo C 2.0   | 3700 mAh | [ 24 ] |
| Galaxy A8s (A9 Pro 2019)               | 158,4 × 74,9 × 7,4 mm | 173 g | 6,4" Full HD+ PLS TFT  | Android 8.1.0 "Oreo", Samsung Experience 9.5 (Android 10, One UI 2.0)        | Qualcomm Snapdragon 710 | 6/8 GB | 128 GB                | 24 MP 10 MP 5 MP      | 24 MP      | sì                 | no  | Tipo C 2.0   | 3400 mAh | [ 25 ] |
| Galaxy A9 (A9 Star Pro, A9s)           | 162,5 × 77 × 7,8 mm   | 183 g | 6,3" Full HD+ S-AMOLED | Android 8.0.0 "Oreo", Samsung Experience 9.0 (Android 10, One UI 2.0)        | Qualcomm Snapdragon 660 | 6/8 GB | 64/128 GB             | 24 MP 10 MP 8 MP 5 MP | 24 MP      | sì                 | sì  | Tipo C 2.0   | 3800 mAh | [ 26 ] |

### Quinta generazione (2019)
| Nome                                  | Dimensioni                                                          | Peso                                    | Schermo               | Sistema operativo                                              | Chipset                                                            | Fotocamera                                      | Fotocamera                                                                                         | RAM                                   | Archiviazione interna | Batteria                                          |
| Nome                                  | Dimensioni                                                          | Peso                                    | Schermo               | Sistema operativo                                              | Chipset                                                            | Posteriore                                      | Frontale                                                                                           | RAM                                   | Archiviazione interna | Batteria                                          |
| ------------------------------------- | ------------------------------------------------------------------- | --------------------------------------- | --------------------- | -------------------------------------------------------------- | ------------------------------------------------------------------ | ----------------------------------------------- | -------------------------------------------------------------------------------------------------- | ------------------------------------- | --------------------- | ------------------------------------------------- |
| Galaxy A2 Core                        | 141,6 × 71,0 × 9,1 mm                                               | 142 g                                   | 5,0" HD IPS LCD       | Android 8.0.0 "Oreo" (Go Edition)                              | Samsung Exynos 7870                                                | 5 MP                                            | 5 MP                                                                                               | 1 GB                                  | 8/16 GB               | 2600 mAh                                          |
| Galaxy A10e (in Giappone: Galaxy A20) | 147,3 × 69,6 × 8,4 mm (internazionale) 150 × 71 × 8,1 mm (Giappone) | 141 g (internazionale) 151 g (Giappone) | 5,8" HD+ IPS LCD      | Android 9 "Pie", One UI 1.1 (Android 11, One UI 3.1)           | Samsung Exynos 7884                                                | 8 MP o 5 MP                                     | 5 MP o 2 MP                                                                                        | 2 GB (internazionale) 3 GB (Giappone) | 32 GB                 | 3000 mAh                                          |
| Galaxy A10                            | 155,6 × 75,6 × 7,9 mm                                               | 168 g                                   | 6,2" HD+ IPS LCD      | Android 9 "Pie", One UI 1.1 (Android 11, One UI 3.1)           | Samsung Exynos 7884                                                | 13 MP                                           | 5 MP                                                                                               | 2/4 GB                                | 32 GB                 | 3400 mAh                                          |
| Galaxy A10s                           | 156,9 × 75,8 × 7,8 mm                                               | 168 g                                   | 6,2" HD+ IPS LCD      | Android 9 "Pie", One UI Core 1.1 (Android 11, One UI Core 3.1) | MediaTek Helio P22 (MT6762)                                        | 13 MP 2 MP                                      | 8 MP                                                                                               | 2/3 GB                                | 32 GB                 | 4000 mAh                                          |
| Galaxy A20e                           | 147,4 × 69,7 × 8,4 mm                                               | 141 g                                   | 5,8" HD+ PLS TFT      | Android 9 "Pie", One UI 1.1 (Android 11, One UI 3.1)           | Samsung Exynos 7884                                                | 13 MP 5 MP                                      | 8 MP                                                                                               | 3 GB                                  | 32 GB                 | 3000 mAh                                          |
| Galaxy A20                            | 158,4 × 74,7 × 7,8 mm                                               | 169 g                                   | 6,4" HD+ S-AMOLED     | Android 9 "Pie", One UI 1.1 (Android 11, One UI 3.1)           | - Samsung Exynos 7884 (internazionale) - Samsung Exynos 7904 (USA) | 13 MP 5 MP                                      | 8 MP                                                                                               | 3 GB                                  | 32 GB                 | 4000 mAh                                          |
| Galaxy A20s                           | 163,3 × 77,5 × 8 mm                                                 | 183 g                                   | 6,5" HD+ IPS LCD      | Android 9 "Pie", One UI Core 1.1 (Android 11, One UI Core 3.1) | Qualcomm Snapdragon 450                                            | 13 MP 8 MP 5 MP                                 | 8 MP                                                                                               | 3/4 GB                                | 32/64 GB              | 4000 mAh                                          |
| Galaxy A30                            | 158,5 × 74,7 × 7,7 mm (internazionale) 160 × 75 × 8,0 mm (Giappone) | 165 g (internazionale) 176 g (Giappone) | 6,4" FHD+ S-AMOLED    | Android 9 "Pie", One UI 1.1 (Android 11, One UI 3.1)           | Samsung Exynos 7904                                                | 16 + 5 MP (internazionale) 13 + 5 MP (Giappone) | 16 MP (internazionale) 8 MP (Giappone)                                                             | 3/4 GB                                | 32/64 GB              | - 4000 mAh (internazionale) - 3900 mAh (Giappone) |
| Galaxy A30s                           | 158,5 × 74,7 × 7,8 mm                                               | 166 g                                   | 6,4" HD+ S-AMOLED     | Android 9 "Pie", One UI 1.5 (Android 11, One UI 3.1)           | Samsung Exynos 7904                                                | 25 MP 8 MP 5 MP                                 | 16 MP                                                                                              | 3/4 GB                                | 32/64/128 GB          | 4000 mAh                                          |
| Galaxy A40                            | 144,4 × 69,2 × 7,9 mm                                               | 140 g                                   | 5,9" FHD+ S-AMOLED    | Android 9 "Pie", One UI 1.1 (Android 11, One UI 3.1)           | Samsung Exynos 7904                                                | 16 MP 5 MP                                      | 25 MP                                                                                              | 4 GB                                  | 64 GB                 | 3100 mAh                                          |
| Galaxy A40s (Galaxy M30)              | 159 × 75,1 × 8,5 mm                                                 | 174 g                                   | 6,4" FHD+ S-AMOLED    | Android 9 "Pie", One UI 1.1 (Android 11, One UI 3.1)           | Samsung Exynos 7904                                                | 13 MP 5 MP                                      | 16 MP                                                                                              | 4/6 GB                                | 64/128 GB             | 5000 mAh                                          |
| Galaxy A50                            | 158,5 × 74,7 × 7,7 mm                                               | 166 g                                   | 6,4" FHD+ S-AMOLED    | Android 9 "Pie", One UI 1.1 (Android 11, One UI 3.1)           | Samsung Exynos 9610                                                | 25 MP 8 MP 5 MP                                 | 25 MP                                                                                              | 4/6 GB                                | 64/128 GB             | 4000 mAh                                          |
| Galaxy A50s                           | 158,5 × 74,5 × 7,7 mm                                               | 169 g                                   | 6,4" FHD+ S-AMOLED    | Android 9 "Pie", One UI 1.5 (Android 11, One UI 3.1)           | Samsung Exynos 9611                                                | 48 MP 8 MP 5 MP                                 | 32 MP                                                                                              | 4/6 GB                                | 64/128 GB             | 4000 mAh                                          |
| Galaxy A60 (Galaxy M40)               | 155,3 × 73,9 × 7,9 mm                                               | 168 g                                   | 6,3" FHD+ PLS TFT LCD | Android 9 "Pie", One UI 1.1 (Android 11, One UI 3.1)           | Qualcomm Snapdragon 675                                            | 32 MP 8 MP 5 MP                                 | 32 MP                                                                                              | 6 GB                                  | 64/128 GB             | 3500 mAh                                          |
| Galaxy A70                            | 164,3 × 76,7 × 7,9 mm                                               | 183 g                                   | 6,7" FHD+ S-AMOLED    | Android 9 "Pie", One UI 1.1 (Android 11, One UI 3.1)           | Qualcomm Snapdragon 675                                            | 32 MP 8 MP 5 MP                                 | 32 MP                                                                                              | 6/8 GB                                | 128 GB                | 4500 mAh                                          |
| Galaxy A70s                           | 164,3 × 76,7 × 7,9 mm                                               | 187 g                                   | 6,7" FHD+ S-AMOLED    | Android 9 "Pie", One UI 1.1 (Android 11, One UI 3.1)           | Qualcomm Snapdragon 675                                            | 64 MP 8 MP 5 MP                                 | 32 MP                                                                                              | 6/8 GB                                | 128 GB                | 4500 mAh                                          |
| Galaxy A80 (A90)                      | 165,2 × 76,5 × 9,3 mm                                               | 220 g                                   | 6,7" FHD+ S-AMOLED    | Android 9 "Pie", One UI 1.1 (Android 11, One UI 3.1)           | Qualcomm Snapdragon 730                                            | 48 MP 8 MP ToF 3D                               | Le fotocamere posteriori fungono anche da frontali tramite un meccanismo che le fa ruotare di 180° | 8 GB                                  | 128 GB                | 3700 mAh                                          |
| Galaxy A90 5G                         | 164,8 × 76,4 × 8,4 mm                                               | 206 g                                   | 6,7" FHD+ S-AMOLED    | Android 9 "Pie", One UI 1.5 (Android 12, One UI 4.1)           | Qualcomm Snapdragon 855                                            | 48 MP 8 MP 5 MP                                 | 32 MP                                                                                              | 6/8 GB                                | 128 GB                | 4500 mAh                                          |

### Sesta generazione (2020)
| Nome                              | Dimensioni            | Peso  | Display            | Chipset                     | Sistema operativo                                         | Fotocamera                                               | Fotocamera | RAM      | Archiviazione interna | Batteria |
| Nome                              | Dimensioni            | Peso  | Display            | Chipset                     | Sistema operativo                                         | Posteriore                                               | Frontale   | RAM      | Archiviazione interna | Batteria |
| --------------------------------- | --------------------- | ----- | ------------------ | --------------------------- | --------------------------------------------------------- | -------------------------------------------------------- | ---------- | -------- | --------------------- | -------- |
| Galaxy A01                        | 147,5 × 70,9 × 8,3 mm | 151 g | 5,7" HD+ PLS TFT   | Qualcomm Snapdragon 439     | Android 10, One UI Core 2.0 (Android 12, One UI Core 4.1) | 13 MP 2 MP (profondità)                                  | 5 MP       | 2 GB     | 16/32 GB              | 3000 mAh |
| Galaxy A01 Core (Galaxy M01 Core) | 141,7 × 67,5 × 8,6 mm | 150 g | 5.3" HD+ PLS TFT   | MediaTek Helio P22          | Android 10 (Go Edition), One UI Core 2.0                  | 8 MP                                                     | 5 MP       | 1/2 GB   | 16/32 GB              | 3000 mAh |
| Galaxy A11                        | 163,1 × 76,3 × 8 mm   | 177 g | 6,4" HD+ TFT       | Qualcomm Snapdragon 450     | Android 10, One UI Core 2.0 (Android 12, One UI Core 4.1) | 13 MP 5 MP (grandangolo) 2 MP (profondità)               | 8 MP       | 2/3 GB   | 32 GB                 | 4000 mAh |
| Galaxy A21                        | 167,8 × 76,7 × 8,1 mm | 193 g | 6,5" HD+ S-AMOLED  | MediaTek Helio P35 (MT6765) | Android 10, One UI Core 2.1 (Android 12, One UI Core 4.1) | 16 MP 8 MP (grandangolo) 2 MP (macro) 2 MP (profondità)  | 13 MP      | 3 GB     | 32 GB                 | 4000 mAh |
| Galaxy A21s                       | 163,7 × 75,3 × 8,9 mm | 192 g | 6,5" HD+ S-AMOLED  | Samsung Exynos 850          | Android 10, One UI Core 2.1 (Android 12, One UI Core 4.1) | 48 MP 8 MP (grandangolo) 2 MP (macro) 2 MP (profondità)  | 13 MP      | 3/4/6 GB | 32/64 GB              | 5000 mAh |
| Galaxy A31                        | 159,3 × 73,1 × 8,6 mm | 185 g | 6,4" FHD+ S-AMOLED | MediaTek Helio P65 (MT6768) | Android 10, One UI 2.1 (Android 12, One UI 4.1)           | 48 MP 8 MP (grandangolo) 5 MP (macro) 5 MP (profondità)  | 20 MP      | 4/6 GB   | 64/128 GB             | 5000 mAh |
| Galaxy A41                        | 149,9 × 69,8 × 7,9 mm | 152 g | 6,1" FHD+ S-AMOLED | MediaTek Helio P65 (MT6768) | Android 10, One UI 2.1 (Android 12, One UI 4.1)           | 48 MP 8 MP (grandangolo) 5 MP (profondità)               | 25 MP      | 4 GB     | 64 GB                 | 3500 mAh |
| Galaxy A51                        | 158,5 × 73,6 × 7,9 mm | 172 g | 6,5" FHD+ S-AMOLED | Samsung Exynos 9611         | Android 10, One UI 2.0 (Android 13, One UI 5.1)           | 48 MP 12 MP (grandangolo) 5 MP (macro) 5 MP (profondità) | 32 MP      | 4/6/8 GB | 64/128 GB             | 4000 mAh |
| Galaxy A51 5G                     | 158,9 × 73,6 × 8,7 mm | 187 g | 6,5" FHD+ S-AMOLED | Samsung Exynos 980          | Android 10, One UI 2.1 (Android 13, One UI 5.1)           | 48 MP 12 MP (grandangolo) 5 MP (macro) 5 MP (profondità) | 32 MP      | 6/8 GB   | 128 GB                | 4500 mAh |
| Galaxy A71                        | 163,6 × 76 × 7,7 mm   | 179 g | 6,7" FHD+ S-AMOLED | Qualcomm Snapdragon 730     | Android 10, One UI 2.0 (Android 13, One UI 5.1)           | 64 MP 12 MP (grandangolo) 5 MP (macro) 5 MP (profondità) | 32 MP      | 6/8 GB   | 128 GB                | 4500 mAh |
| Galaxy A71 5G                     | 162,5 × 75,5 × 8,1 mm | 185 g | 6,7" FHD+ S-AMOLED | Samsung Exynos 980          | Android 10, One UI 2.1 (Android 13, One UI 5.1)           | 64 MP 12 MP (grandangolo) 5 MP (macro) 5 MP (profondità) | 32 MP      | 6/8 GB   | 128 GB                | 4500 mAh |
| Galaxy A Quantum                  | 162,5 × 75,5 × 8,1 mm | 185 g | 6,7" FHD+ S-AMOLED | Samsung Exynos 980          | Android 10, One UI 2.1 (Android 13, One UI 5.1)           | 64 MP 12 MP (grandangolo) 5 MP (macro) 5 MP (profondità) | 32 MP      | 8 GB     | 128 GB                | 4500 mAh |

### Settima generazione (2021)
| Nome                           | Dimensioni            | Peso  | Display            | Sistema operativo                                         | Fotocamera                                                        | Fotocamera | RAM      | Archiviazione interna | Chipset                                   | Batteria |
| Nome                           | Dimensioni            | Peso  | Display            | Sistema operativo                                         | Posteriore                                                        | Frontale   | RAM      | Archiviazione interna | Chipset                                   | Batteria |
| ------------------------------ | --------------------- | ----- | ------------------ | --------------------------------------------------------- | ----------------------------------------------------------------- | ---------- | -------- | --------------------- | ----------------------------------------- | -------- |
| Galaxy A02 (Galaxy M02)        | 164 × 75,9 × 9,1 mm   | 206 g | 6,5" HD+ TFT       | Android 10, One UI Core 2.5 (Android 11, One UI Core 3.1) | 13 MP 2 MP (macro)                                                | 5 MP       | 2/3 GB   | 32/64 GB              | MediaTek MT6739                           | 5000 mAh |
| Galaxy A02s (Galaxy M02s/F02s) | 164,2 × 75,9 × 9,1 mm | 196 g | 6,5" HD+ TFT       | Android 10, One UI Core 2.5 (Android 12, One UI Core 4.1) | 13 MP 2 MP (macro) 2 MP (profondità)                              | 5 MP       | 3/4 GB   | 32/64 GB              | Qualcomm Snapdragon 450 (SDM4250)         | 5000 mAh |
| Galaxy A12                     | 164 × 75,8 × 8,9 mm   | 205 g | 6,5" HD+ TFT       | Android 10, One UI Core 2.5 (Android 12, One UI Core 4.1) | 48 MP 5 MP (ultra grandangolo) 2 MP (macro) 2 MP (profondità)     | 8 MP       | 3/4/6 GB | 32/64/128 GB          | MediaTek Helio P35 (MT6765)               | 5000 mAh |
| Galaxy A12 Nacho               | 164 × 75,8 × 8,9 mm   | 205 g | 6,5" HD+ TFT       | Android 11, One UI Core 3.1 (Android 13, One UI Core 5.1) | 48 MP 5 MP (ultra grandangolo) 2 MP (macro) 2 MP (profondità)     | 8 MP       | 3/4/6 GB | 32/64/128 GB          | Samsung Exynos 850                        | 5000 mAh |
| Galaxy A22                     | 159,3 × 73,6 × 8,4 mm | 186 g | 6,4" HD+ S-AMOLED  | Android 11, One UI Core 3.1 (Android 13, One UI Core 5.1) | 48 MP 8 MP (ultra grandangolo) 2 MP (macro) 2 MP (profondità)     | 13 MP      | 4/6 GB   | 64/128 GB             | MediaTek Helio G80                        | 5000 mAh |
| Galaxy A22 5G                  | 167,2 × 76,4 × 9 mm   | 203 g | 6,6" FHD+ TFT      | Android 11, One UI Core 3.1 (Android 13, One UI Core 5.1) | 48 MP 5 MP (ultra grandangolare) 2 MP (profondità)                | 8 MP       | 4/6/8 GB | 64/128 GB             | MediaTek Dimensity 700 (7 nm) (MT6833)    | 5000 mAh |
| Galaxy A32                     | 158,9 × 73,6 × 8,4 mm | 184 g | 6,4" FHD+ S-AMOLED | Android 11, One UI 3.1 (Android 13, One UI 5.1)           | 64 MP 8 MP (ultra grandangolo) 5 MP (macro) 5 MP (profondità)     | 20 MP      | 4/6/8 GB | 64/128 GB             | MediaTek Helio G80                        | 5000 mAh |
| Galaxy A32 5G (Galaxy M32 5G)  | 164,2 × 76,1 × 9,1 mm | 205 g | 6,5" HD+ TFT       | Android 11, One UI 3.1 (Android 13, One UI 5.1)           | 48 MP 8 MP (ultra grandangolo) 5 MP (macro) 2 MP (profondità)     | 13 MP      | 4/6/8 GB | 128 GB                | MediaTek Dimensity 720 (MT6853)           | 5000 mAh |
| Galaxy A42 5G (Galaxy M42 5G)  | 164,4 × 75,9 × 8,6 mm | 190 g | 6,6" HD+ S-AMOLED  | Android 10, One UI 2.5 (Android 13, One UI 5.1)           | 48 MP 8 MP (ultra grandangolo) 5 MP (macro) 5 MP (profondità)     | 20 MP      | 4 GB     | 128 GB                | Qualcomm Snapdragon 750G 5G (SM7225)      | 5000 mAh |
| Galaxy A52                     | 159,9 × 75,1 × 8,4 mm | 189 g | 6,5" FHD+ S-AMOLED | Android 11, One UI 3.1 (Android 14, One UI 6.1)           | 64 MP 12 MP (ultra grandangolo) 5 MP (macro) 5 MP (profondità)    | 32 MP      | 6 GB     | 128 GB                | Qualcomm Snapdragon 720G (SM7125-1-AB)    | 4500 mAh |
| Galaxy A52 5G                  | 159,9 × 75,1 × 8,4 mm | 189 g | 6,5" FHD+ S-AMOLED | Android 11, One UI 3.1 (Android 14, One UI 6.1)           | 64 MP 12 MP (ultra grandangolo) 5 MP (macro) 5 MP (profondità)    | 32 MP      | 6 GB     | 128 GB                | Qualcomm Snapdragon 750G 5G (SM7225-2-AB) | 4500 mAh |
| Galaxy A52s 5G                 | 159,9 × 75,1 × 8,4 mm | 189 g | 6,5" FHD+ S-AMOLED | Android 11, One UI 3.1 (Android 14, One UI 6.1)           | 64 MP 12 MP (ultra grandangolo) 5 MP (macro) 5 MP (profondità)    | 32 MP      | 6 GB     | 128 GB                | Qualcomm Snapdragon 778G 5G               | 4500 mAh |
| Galaxy A72                     | 165 × 77,4 × 8,4mm    | 203 g | 6,7" FHD+ S-AMOLED | Android 11, One UI 3.1 (Android 14, One UI 6.1)           | 64 MP 12 MP (ultra grandangolo) 8 MP (teleobiettivo) 5 MP (macro) | 32 MP      | 6 GB     | 128 GB                | Qualcomm Snapdragon 720G (SM7125-1-AB)    | 5000 mAh |

### Ottava generazione (2022)
| Nome                  | Dimensioni                                                          | Peso                                | Display             | Sistema operativo                                                                   | Fotocamera                                                       | Fotocamera | RAM      | Archiviazione interna | Chipset                                                         | Batteria |
| Nome                  | Dimensioni                                                          | Peso                                | Display             | Sistema operativo                                                                   | Posteriore                                                       | Frontale   | RAM      | Archiviazione interna | Chipset                                                         | Batteria |
| --------------------- | ------------------------------------------------------------------- | ----------------------------------- | ------------------- | ----------------------------------------------------------------------------------- | ---------------------------------------------------------------- | ---------- | -------- | --------------------- | --------------------------------------------------------------- | -------- |
| Galaxy A03            | 164,2 × 75,9 × 9,1 mm (fuori Europa) 166,6 × 75,9 × 9,2 mm (Europa) | 196 g (fuori Europa) 199 g (Europa) | 6,5" HD+ TFT        | Android 11; One UI Core 3.1 (Android 13, One UI Core 5.1)                           | 48 MP 2 MP (profondità)                                          | 5 MP       | 3/4 GB   | 32/64/128 GB          | UNISOC Tiger T606                                               | 5000 mAh |
| Galaxy A03s           | 164,2 × 75,9 × 9,1 mm (fuori Europa) 166,5 × 75,9 × 9,2 mm (Europa) | 196 g (fuori Europa) 198 g (Europa) | 6,5" HD+ TFT        | Android 11; One UI Core 3.1 (Android 13, One UI Core 5.1)                           | 13 MP 2 MP (macro) 2 MP (profondità)                             | 5 MP       | 3/4 GB   | 32/64 GB              | MediaTek Helio P35                                              | 5000 mAh |
| Galaxy A03 Core       | 164,2 × 75,9 × 9,1 mm                                               | 211 g                               | 6,5" HD+ TFT        | Android 11 (Go Edition); One UI Core 3.1 (Android 13 (Go Edition); One UI Core 5.1) | 8 MP                                                             | 5 MP       | 2 GB     | 32 GB                 | UNISOC SC9863A                                                  | 5000 mAh |
| Samsung Galaxy A13    | 165,1 × 76,4 × 8,8 mm                                               | 195 g                               | 6,6" FHD+ TFT       | Android 12; One UI Core 4.1 (Android 14, One UI 6.1)                                | 50 MP 5 MP (ultra-gradangolare) 2 MP (macro) 2 MP (profondità)   | 8 MP       | 3/4/6 GB | 32/64/128 GB          | - Samsung Exynos 850 (SM-A135F) - MediaTek Helio G80 (SM-A137F) | 5000 mAh |
| Samsung Galaxy A13 5G | 164,5 × 76,5 × 8,8 mm                                               | 195 g                               | 6,5" HD+ IPS        | Android 11; One UI Core 3.1 (Android 14, One UI 6.1)                                | 50 MP 2 MP (macro) 2 MP (profondità)                             | 5 MP       | 4 GB     | 64 GB                 | MediaTek Dimensity 700 (7 nm) (MT6833)                          | 5000 mAh |
| Samsung Galaxy A23    | 165,4 × 76,9 × 8,4 mm                                               | 195 g                               | 6,6" FHD+ TFT       | Android 12; One UI 4.1 (Android 14, One UI 6.1)                                     | 50 MP 5 MP (ultra-gradangolare) 2 MP (macro) 2 MP (profondità)   | 8 MP       | 4/6/8 GB | 64/128 GB             | Qualcomm Snapdragon 680 (SM6225)                                | 5000 mAh |
| Samsung Galaxy A23 5G | 165,4 × 76,9 × 8,4 mm                                               | 195 g                               | 6,6" FHD+ TFT       | Android 12; One UI 4.1 (Android 14, One UI 6.1)                                     | 50 MP 5 MP (ultra-gradangolare) 2 MP (macro) 2 MP (profondità)   | 8 MP       | 4/6 GB   | 64/128 GB             | Qualcomm Snapdragon 695 5G (SM6395)                             | 5000 mAh |
| Samsung Galaxy A33 5G | 159,7 × 74 × 8,1 mm                                                 | 186 g                               | 6,4" FHD+ S-AMOLED  | Android 12; One UI 4.1 (Android 14, One UI 6.1)                                     | 48 MP 8 MP (ultra-gradangolare) 5 MP (macro) 2 MP (profondità)   | 32 MP      | 6 GB     | 128 GB                | Samsung Exynos 1280                                             | 5000 mAh |
| Samsung Galaxy A53 5G | 159,6 × 74,8 × 8,1 mm                                               | 189 g                               | 6,5" FHD+ S-AMOLED  | Android 12; One UI 4.1 (Android 14, One UI 6.1)                                     | 64 MP 12 MP (ultra-gradangolare) 5 MP (macro) 5 MP (profondità)  | 32 MP      | 6/8 GB   | 128/256 GB            | Samsung Exynos 1280                                             | 5000 mAh |
| Samsung Galaxy A73 5G | 163,7 × 76,1 × 7,6 mm                                               | 181 g                               | 6,7" FHD+ S-AMOLED+ | Android 12; One UI 4.1 (Android 14, One UI 6.1)                                     | 108 MP 12 MP (ultra-gradangolare) 5 MP (macro) 5 MP (profondità) | 32 MP      | 6/8 GB   | 128/256 GB            | Qualcomm Snapdragon 778G 5G                                     | 5000 mAh |

### Nona generazione (2023)
| Nome                     | Dimensioni            | Peso                                                | Display            | Sistema operativo                                    | Fotocamera                                     | Fotocamera | RAM    | Archiviazione interna | Chipset                                                   | Batteria |
| Nome                     | Dimensioni            | Peso                                                | Display            | Sistema operativo                                    | Posteriore                                     | Frontale   | RAM    | Archiviazione interna | Chipset                                                   | Batteria |
| ------------------------ | --------------------- | --------------------------------------------------- | ------------------ | ---------------------------------------------------- | ---------------------------------------------- | ---------- | ------ | --------------------- | --------------------------------------------------------- | -------- |
| Galaxy A04               | 164,4 × 76,3 × 9,1 mm | 192 g                                               | 6,5" HD+ PLS LCD   | Android 12; One UI Core 4.1 (Android 14; One UI 6.1) | 50 MP 2 MP (profondità)                        | 5 MP       | 3/4 GB | 32/64 GB              | MediaTek Helio P35 (MT6765)                               | 5000 mAh |
| Galaxy A04s              | 164,7 × 76,7 × 9,1 mm | 195 g                                               | 6,5" HD+ PLS LCD   | Android 12; One UI Core 4.1 (Android 14; One UI 6.1) | 50 MP 2 MP (macro) 2 MP (profondità)           | 5 MP       | 3/4 GB | 32/64 GB              | Samsung Exynos 850                                        | 5000 mAh |
| Galaxy A04e (Galaxy M04) | 164,2 × 75,9 × 9,1 mm | 188 g                                               | 6,5" HD+ PLS LCD   | Android 12; One UI Core 4.1 (Android 14; One UI 6.1) | 13 MP 2 MP (profondità)                        | 5 MP       | 3/4 GB | 32/64 GB              | MediaTek Helio P35 (MT6765)                               | 5000 mAh |
| Galaxy A14               | 167,7 × 78 × 9,1 mm   | 201 g                                               | 6,6" FHD+ PLS LCD  | Android 13; One UI Core 5.1 (Android 14; One UI 6.1) | 50 MP 5 MP (macro) 2 MP (profondità)           | 13 MP      | 4/6 GB | 64/128 GB             | Samsung Exynos 850                                        | 5000 mAh |
| Galaxy A14 5G            | 167,7 × 78 × 9,1 mm   | - 201 g (modello Exynos) - 204 g (modello MediaTek) | 6,6" FHD+ PLS LCD  | Android 13; One UI Core 5.0 (Android 14; One UI 6.1) | 50 MP 2 MP (macro) 2 MP (profondità)           | 13 MP      | 4/6 GB | 64/128 GB             | - Samsung Exynos 1330 (SM-A146B) - MediaTek Dimensity 700 | 5000 mAh |
| Galaxy A24               | 162,1 × 77,6 × 8,3 mm | 195 g                                               | 6,5" FHD+ S-AMOLED | Android 13, One UI 5.1 (Android 14; One UI 6.1)      | 50 MP 5 MP (macro) 2 MP (profondità)           | 13 MP      | 4/6 GB | 128 GB                | MediaTek Helio G99 (MT8781)                               | 5000 mAh |
| Galaxy A34 5G            | 161,3 × 78,1 × 8,2 mm | 199 g                                               | 6,6" FHD+ S-AMOLED | Android 13, One UI 5.1 (Android 14; One UI 6.1)      | 48 MP 8 MP (ultra-grandangolare) 5 MP (macro)  | 13 MP      | 6/8 GB | 128/256 GB            | MediaTek Dimensity 1080 (MT6877V)                         | 5000 mAh |
| Galaxy A54 5G            | 158,2 × 76,7 × 8,2 mm | 202 g                                               | 6,4" FHD+ S-AMOLED | Android 13, One UI 5.1 (Android 14; One UI 6.1)      | 50 MP 12 MP (ultra-grandangolare) 5 MP (macro) | 32 MP      | 6/8 GB | 128/256 GB            | Samsung Exynos 1380                                       | 5000 mAh |

### Decima generazione (2023-2024)
| Nome          | Dimensioni            | Peso  | Display            | Sistema operativo                                    | Fotocamera                            | Fotocamera | RAM      | Archiviazione interna | Chipset                          | Batteria |
| Nome          | Dimensioni            | Peso  | Display            | Sistema operativo                                    | Posteriore                            | Frontale   | RAM      | Archiviazione interna | Chipset                          | Batteria |
| ------------- | --------------------- | ----- | ------------------ | ---------------------------------------------------- | ------------------------------------- | ---------- | -------- | --------------------- | -------------------------------- | -------- |
| Galaxy A05    | 168,8 × 78,2 × 8,8 mm | 195 g | 6,7" HD+ PLS LCD   | Android 13; One UI Core 5.1 (Android 14; One UI 6.1) | 50 MP 2 MP (profondità)               | 8 MP       | 4/6 GB   | 64/128 GB             | MediaTek Helio G85 (MT6769V/CZ)  | 5000 mAh |
| Galaxy A05s   | 168 × 77,8 × 8,8 mm   | 194 g | 6,7" FHD+ PLS LCD  | Android 13; One UI Core 5.1 (Android 14; One UI 6.1) | 50 MP 2 MP (macro) 2 MP (profondità)  | 13 MP      | 4/6 GB   | 64/128 GB             | Qualcomm Snapdragon 680 (SM6225) | 5000 mAh |
| Galaxy A15    | 160,1 × 76,8 × 8,4 mm | 200 g | 6,5" FHD+ S-AMOLED | Android 14; One UI 6.0 (Android 14; One UI 6.1)      | 50 MP 5 MP (macro) 2 MP (profondità)  | 13 MP      | 4/6/8 GB | 128/256 GB            | Mediatek Helio G99 (6 nm)        | 5000 mAh |
| Galaxy A15 5G | 160,1 × 76,8 × 8,4 mm | 200 g | 6,5" FHD+ S-AMOLED | Android 14; One UI 6.0 (Android 14; One UI 6.1)      | 50 MP 5 MP (macro) 2 MP (profondità)  | 13 MP      | 4/6/8 GB | 128/256 GB            | Mediatek Dimensity 6100+ (6 nm)  | 5000 mAh |
| Galaxy A25 5G | 161 × 76,5 × 8,3 mm   | 197 g | 6,5" FHD+ S-AMOLED | Android 14; One UI 6.0 (Android 14; One UI 6.1)      | 50 MP 8 MP (macro) 2 MP (profondità)  | 13 MP      | 6/8 GB   | 128/256 GB            | Samsung Exynos 1280 (5 nm)       | 5000 mAh |
| Galaxy A35 5G | 161,7 × 78 × 8,2 mm   | 209 g | 6,6" FHD+ S-AMOLED | Android 14; One UI 6.1                               | 50 MP 8 MP (macro) 5 MP (profondità)  | 13 MP      | 6/8 GB   | 128/256 GB            | Samsung Exynos 1380 (5 nm)       | 5000 mAh |
| Galaxy A55 5G | 161,1 × 77,4 × 8,2 mm | 213 g | 6,6" FHD+ S-AMOLED | Android 14; One UI 6.1                               | 50 MP 12 MP (macro) 5 MP (profondità) | 32 MP      | 8/12 GB  | 128/256 GB            | Samsung Exynos 1480 (5 nm)       | 5000 mAh |

### Undicesima generazione (2024-2025)
| Nome          | Dimensioni            | Peso  | Display            | Sistema operativo      | Fotocamera                               | Fotocamera | RAM       | Archiviazione interna | Chipset                               | Batteria |
| Nome          | Dimensioni            | Peso  | Display            | Sistema operativo      | Posteriore                               | Frontale   | RAM       | Archiviazione interna | Chipset                               | Batteria |
| ------------- | --------------------- | ----- | ------------------ | ---------------------- | ---------------------------------------- | ---------- | --------- | --------------------- | ------------------------------------- | -------- |
| Galaxy A06    | 167,3 × 77,3 × 8 mm   | 189 g | 6,7" HD+ PLS LCD   | Android 14; One UI 6.1 | 50 MP 2 MP (profondità)                  | 8 MP       | 4/6 GB    | 64/128 GB             | MediaTek Helio G85 (MT6769V/CZ)       | 5000 mAh |
| Galaxy A06 5G | 167,3 × 77,3 × 8 mm   | 191 g | 6,7" HD+ PLS LCD   | Android 15, One UI 7.0 | 50 MP 2 MP (profondità)                  | 8 MP       | 4/6 GB    | 64/128 GB             | MediaTek Dimensity 6300               | 5000 mAh |
| Galaxy A16    | 164.4 x 77.9 x 7.9 mm | 200 g | 6,7" FHD+ S-AMOLED | Android 14; One UI 6.1 | 50 MP 5 MP (grandangolare) 2 MP (macro)  | 13 MP      | 4/6/8 GB  | 128/256 GB            | MediaTek Helio G99                    | 5000 mAh |
| Galaxy A16 5G | 164.4 x 77.9 x 7.9 mm | 200 g | 6,7" FHD+ S-AMOLED | Android 14; One UI 6.1 | 50 MP 5 MP (grandangolare) 2 MP (macro)  | 13 MP      | 4/6/8 GB  | 128/256 GB            | Exynos 1330 o Mediatek Dimensity 6300 | 5000 mAh |
| Galaxy A26 5G | 164 x 77.5 x 7.7 mm   | 200 g | 6,7" FHD+ S-AMOLED | Android 15, One UI 7.0 | 50 MP 8 MP (grandangolare) 2 MP (macro)  | 13 MP      | 6/8 GB    | 128/256 GB            | Samsung Exynos 1280/1380              | 5000 mAh |
| Galaxy A36 5G | 162.9 x 78.2 x 7.4 mm | 195 g | 6,7" FHD+ S-AMOLED | Android 15, One UI 7.0 | 50 MP 8 MP (grandangolare) 5 MP (macro)  | 12 MP      | 6/8/12 GB | 128/256 GB            | Qualcomm Snapdragon 6 gen 3           | 5000 mAh |
| Galaxy A56 5G | 162.2 x 77.5 x 7.4 mm | 198 g | 6,7" FHD+ S-AMOLED | Android 15, One UI 7.0 | 50 MP 12 MP (grandangolare) 5 MP (macro) | 12 MP      | 6/8/12 GB | 128/256 GB            | Samsung Exynos 1580                   | 5000 mAh |

## Tablet

### Prima generazione (2015)
| Nome                         | Dimensioni             | Peso                      | Display     | Sistema operativo                                                            | Fotocamera | Fotocamera | RAM                       | Archiviazione interna         | Chipset                           | Batteria |
| Nome                         | Dimensioni             | Peso                      | Display     | Sistema operativo                                                            | Posteriore | Frontale   | RAM                       | Archiviazione interna         | Chipset                           | Batteria |
| ---------------------------- | ---------------------- | ------------------------- | ----------- | ---------------------------------------------------------------------------- | ---------- | ---------- | ------------------------- | ----------------------------- | --------------------------------- | -------- |
| Galaxy Tab A 8.0 (Wi-Fi/LTE) | 208,3 × 137.9 × 7.4 mm | 313 g (Wi-Fi) 320 g (LTE) | 8" HD TFT   | Android 5.0.2; TouchWiz 5.0 (Android 7.1.1 "Nougat", Samsung Experience 8.5) | 5 MP       | 2 MP       | 1,5 GB (Wi-Fi) 2 GB (LTE) | 16 GB (Wi-Fi) 32 GB (LTE)     | Qualcomm Snapdragon 410 (MSM8916) | 4200 mAh |
| Galaxy Tab A 9.7 (Wi-Fi/LTE) | 242,5 × 166,8 × 7,5 mm | 450 g (Wi-Fi) 453 g (LTE) | 9,7" HD TFT | Android 5.0.2; TouchWiz 5.0 (Android 7.1.1 "Nougat", Samsung Experience 8.5) | 5 MP       | 2 MP       | 1,5 GB (Wi-Fi) 2 GB (LTE) | 16 GB (Wi-Fi/LTE) 32 GB (LTE) | Qualcomm Snapdragon 410 (MSM8916) | 6000 mAh |

### Seconda generazione (2016)
| Nome                          | Dimensioni             | Peso                      | Display        | Sistema operativo                                                        | Fotocamera | Fotocamera | RAM    | Archiviazione interna | Chipset                           | Batteria |
| Nome                          | Dimensioni             | Peso                      | Display        | Sistema operativo                                                        | Posteriore | Frontale   | RAM    | Archiviazione interna | Chipset                           | Batteria |
| ----------------------------- | ---------------------- | ------------------------- | -------------- | ------------------------------------------------------------------------ | ---------- | ---------- | ------ | --------------------- | --------------------------------- | -------- |
| Galaxy Tab A 7.0 (Wi-Fi/LTE)  | 186,9 × 108,8 × 8,7 mm | 283 g (Wi-Fi) 289 g (LTE) | 7" HD+ TFT     | Android 5.1.1; TouchWiz 5.1                                              | 5 MP       | 2 MP       | 1,5 GB | 8 GB                  | Qualcomm Snapdragon 410 (MSM8916) | 4000 mAh |
| Galaxy Tab A 10.1 (Wi-Fi/LTE) | 254,2 × 155,3 × 8,2 mm | 525 g                     | 10,1" FHD+ TFT | Android 6.0; TouchWiz 6.0 (Android 8.1.0 "Oreo", Samsung Experience 9.5) | 8 MP       | 2 MP       | 2 GB   | 32 GB                 | Samsung Exynos 7870               | 7300 mAh |

### Terza generazione (2017)
| Nome                         | Dimensioni             | Peso                    | Display    | Sistema operativo                                                            | Fotocamera | Fotocamera | RAM  | Archiviazione interna | Chipset                           | Batteria |
| Nome                         | Dimensioni             | Peso                    | Display    | Sistema operativo                                                            | Posteriore | Frontale   | RAM  | Archiviazione interna | Chipset                           | Batteria |
| ---------------------------- | ---------------------- | ----------------------- | ---------- | ---------------------------------------------------------------------------- | ---------- | ---------- | ---- | --------------------- | --------------------------------- | -------- |
| Galaxy Tab A 8.0 (Wi-Fi/LTE) | 212,1 × 124,1 × 8,9 mm | 360 g (Wi-Fi) 364 (LTE) | 8" HD+ TFT | Android 7.1.1 "Nougat", Samsung Experience 8.5 (Android 9 "Pie", One UI 1.1) | 8 MP       | 5 MP       | 2 GB | 16 GB                 | Qualcomm Snapdragon 425 (MSM8917) | 5000 mAh |

### Quarta generazione (2018)
| Nome                          | Dimensioni             | Peso                    | Display        | Sistema operativo                                                     | Fotocamera | Fotocamera | RAM  | Archiviazione interna | Chipset                           | Batteria |
| Nome                          | Dimensioni             | Peso                    | Display        | Sistema operativo                                                     | Posteriore | Frontale   | RAM  | Archiviazione interna | Chipset                           | Batteria |
| ----------------------------- | ---------------------- | ----------------------- | -------------- | --------------------------------------------------------------------- | ---------- | ---------- | ---- | --------------------- | --------------------------------- | -------- |
| Galaxy Tab A 8.0              | 206,6 × 126,7 × 8,9 mm | 358 g                   | 8" HD+ TFT     | Android 8.1.0 "Oreo", Samsung Experience 9.5 (Android 10, One UI 2.1) | 5 MP       | 2 MP       | 2 GB | 32 GB                 | Qualcomm Snapdragon 425 (MSM8917) | 5000 mAh |
| Galaxy Tab A 10.5 (Wi-Fi/LTE) | 260 × 161,1 × 8 mm     | 529 (Wi-Fi) 534 g (LTE) | 10,5" FHD+ TFT | Android 8.1.0 "Oreo", Samsung Experience 9.5 (Android 10, One UI 2.1) | 8 MP       | 5 MP       | 3 GB | 32 GB                 | Qualcomm Snapdragon 450 (SDM450)  | 7300 mAh |

### Quinta generazione (2019)
| Nome                          | Dimensioni             | Peso                      | Display        | Sistema operativo                                              | Fotocamera | Fotocamera | RAM  | Archiviazione interna | Chipset                          | Batteria |
| Nome                          | Dimensioni             | Peso                      | Display        | Sistema operativo                                              | Posteriore | Frontale   | RAM  | Archiviazione interna | Chipset                          | Batteria |
| ----------------------------- | ---------------------- | ------------------------- | -------------- | -------------------------------------------------------------- | ---------- | ---------- | ---- | --------------------- | -------------------------------- | -------- |
| Galaxy Tab A 8.0 (Wi-Fi/LTE)  | 210 × 124,4 × 8 mm     | 345 g (Wi-Fi) 347 g (LTE) | 8" HD+ TFT     | Android 9 "Pie", One UI Core 1.1 (Android 11, One UI Core 3.1) | 8 MP       | 2 MP       | 2 GB | 32 GB                 | Qualcomm Snapdragon 429 (SDM429) | 5100 mAh |
| Galaxy Tab A 10.1 (Wi-Fi/LTE) | 245,2 × 149,4 × 7,5 mm | 469 g (Wi-Fi) 470 g (LTE) | 10,1" FHD+ TFT | Android 9 "Pie", One UI 1.1 (Android 11, One UI 3.1)           | 8 MP       | 5 MP       | 2 GB | 32 GB                 | Samsung Exynos 7904              | 6150 mAh |

### Sesta generazione (2020)
| Nome                      | Dimensioni             | Peso                      | Display          | Sistema operativo                                         | Fotocamera | Fotocamera | RAM  | Archiviazione interna | Chipset                          | Batteria |
| Nome                      | Dimensioni             | Peso                      | Display          | Sistema operativo                                         | Posteriore | Frontale   | RAM  | Archiviazione interna | Chipset                          | Batteria |
| ------------------------- | ---------------------- | ------------------------- | ---------------- | --------------------------------------------------------- | ---------- | ---------- | ---- | --------------------- | -------------------------------- | -------- |
| Galaxy Tab A 8.4          | 201,9 × 125,2 × 7,1 mm | 310 g                     | 8,4" WUXGA TFT   | Android 9 "Pie", One UI 1.5 (Android 11, One UI 3.1)      | 8 MP       | 5 MP       | 3 GB | 32 GB                 | Samsung Exynos 7904              | 5000 mAh |
| Galaxy Tab A7 (Wi-Fi/LTE) | 247,6 × 157,4 × 7 mm   | 476 g (Wi-Fi) 477 g (LTE) | 10,4" WUXGA+ TFT | Android 10, One UI Core 2.5 (Android 12, One UI Core 4.1) | 8 MP       | 5 MP       | 3 GB | 32 GB                 | Qualcomm Snapdragon 662 (SM6115) | 7040 mAh |

### Settima generazione (2021)
| Nome                           | Dimensioni           | Peso                      | Display        | Sistema operativo                                         | Fotocamera | Fotocamera | RAM    | Archiviazione interna | Chipset                       | Batteria |
| Nome                           | Dimensioni           | Peso                      | Display        | Sistema operativo                                         | Posteriore | Frontale   | RAM    | Archiviazione interna | Chipset                       | Batteria |
| ------------------------------ | -------------------- | ------------------------- | -------------- | --------------------------------------------------------- | ---------- | ---------- | ------ | --------------------- | ----------------------------- | -------- |
| Galaxy Tab A7 Lite (Wi-Fi/LTE) | 212,5 × 124,7 × 8 mm | 366 g (Wi-Fi) 371 g (LTE) | 8,7" WXGA+ TFT | Android 11, One UI Core 3.1 (Android 14, One UI Core 6.1) | 8 MP       | 2 MP       | 3/4 GB | 32/64 GB              | Mediatek Helio P22T (MT8768T) | 5100 mAh |

### Ottava generazione (2022)
| Nome                         | Dimensioni             | Peso                      | Display          | Sistema operativo                                         | Fotocamera | Fotocamera | RAM    | Archiviazione interna | Chipset                          | Batteria |
| Nome                         | Dimensioni             | Peso                      | Display          | Sistema operativo                                         | Posteriore | Frontale   | RAM    | Archiviazione interna | Chipset                          | Batteria |
| ---------------------------- | ---------------------- | ------------------------- | ---------------- | --------------------------------------------------------- | ---------- | ---------- | ------ | --------------------- | -------------------------------- | -------- |
| Galaxy Tab A8 (Wi-Fi/LTE)    | 246,8 × 161,9 × 6,9 mm | 508 g                     | 10,5" WUXGA TFT  | Android 11, One UI Core 3.1 (Android 14, One UI Core 6.0) | 8 MP       | 5 MP       | 3/4 GB | 32/64/128 GB          | UNISOC Tiger T618                | 7040 mAh |
| Galaxy Tab A7 (2022 Edition) | 247,6 × 157,4 × 7 mm   | 476 g (Wi-Fi) 477 g (LTE) | 10,4" WUXGA+ TFT | Android 12, One UI Core 4.1                               | 8 MP       | 5 MP       | 3 GB   | 32 GB                 | Qualcomm Snapdragon 662 (SM6115) | 7040 mAh |

### Nona generazione (2023)
| Nome                      | Dimensioni             | Peso                      | Display        | Sistema operativo                                 | Fotocamera | Fotocamera | RAM    | Archiviazione interna | Chipset                             | Batteria |
| Nome                      | Dimensioni             | Peso                      | Display        | Sistema operativo                                 | Posteriore | Frontale   | RAM    | Archiviazione interna | Chipset                             | Batteria |
| ------------------------- | ---------------------- | ------------------------- | -------------- | ------------------------------------------------- | ---------- | ---------- | ------ | --------------------- | ----------------------------------- | -------- |
| Galaxy Tab A9 (Wi-Fi/LTE) | 211 × 124,7 × 8 mm     | 332 g (Wi-Fi) 333 g (LTE) | 8,7" WXGA+ TFT | Android 13, One UI 5.1.1 (Android 14, One UI 6.1) | 8 MP       | 2 MP       | 4/8 GB | 64/128 GB             | MeidaTek Helio G99 (MT8781V/CA)     | 5100 mAh |
| Galaxy Tab A9+ (5G/Wi-Fi) | 257,1 × 168,7 × 6,9 mm | 480 g (Wi-Fi) 491 g (5G)  | 11" WUXGA TFT  | Android 13, One UI 5.1.1 (Android 14, One UI 6.1) | 8 MP       | 5 MP       | 4/8 GB | 64/128 GB             | Qualcomm Snapdragon 695 5G (SM6375) | 7040 mAh |